# Municipio de Seneca (condado de Christian)
El municipio de Seneca (en inglés: Seneca Township) es un municipio ubicado en el condado de Christian en el estado estadounidense de Misuri. En el año 2010 tenía una población de 112 habitantes y una densidad poblacional de 2,37 personas por km².

## Geografía
El municipio de Seneca se encuentra ubicado en las coordenadas 36°51′9″N 92°56′11″O / 36.85250, -92.93639. Según la Oficina del Censo de los Estados Unidos, el municipio tiene una superficie total de 47.16 km², de la cual 47,16 km² corresponden a tierra firme y (0.01 %) 0 km² es agua.

## Demografía
Según el censo de 2010, había 112 personas residiendo en el municipio de Seneca. La densidad de población era de 2,37 hab./km². De los 112 habitantes, el municipio de Seneca estaba compuesto por el 99,11 % blancos y el 0,89 % eran de una mezcla de razas. Del total de la población el 3,57 % eran hispanos o latinos de cualquier raza.